# Albert Gern
Albert Leopold Gern (* 12. November 1789 in Mannheim; † 25. Februar 1869 in Berlin) war ein deutscher Theaterschauspieler.

## Leben
Albert Gern war der Sohn des Sängers (Bass) und Schauspielers Johann Georg Gern und dessen Ehefrau Amalie Boden. Die letzten Jahre seiner Schulzeit absolvierte Gern am französischen Gymnasium in Berlin. Anschließend durchlief er auf Wunsch seiner Eltern eine Lehre als Landvermesser.
Parallel dazu nahm Gern beim Schauspieler August Iffland Privatstunden und wechselte sofort nach Beendigung seiner Ausbildung ans Theater. 1807 konnte Gern in der Rolle des Zollvisitators in einem Stück von August Kotzebue am Königlichen Nationaltheater zu Berlin debütieren.
1836 heiratete Gern in Berlin Adolphine Pauline Gleich.
Gern zeichnete sich als ein fein und scharf markierender Darsteller chargierter Charaktere aus, leistete aber das Höchste in komischen Rollen, die er mit seltener Ursprünglichkeit, Frische und Lebenswahrheit spielte. Er führte zuerst Berliner Lokaltypen auf der damals allein vorhandenen Hofbühne ein und schuf in Ernst Raupachs „Schleichhändlern“ als Bader Schelle eine originelle, hochkomische Figur, die im „Zeitgeist“, „Schelle im Monde“ etc. wiederkehrte.
Fast 60 Jahre lang stand der „junge“ Gern unerschüttert in der Gunst der Berliner, bis er 1865 in den Ruhestand trat.
Albert Gern starb 1869 im Alter von 79 Jahren in Berlin. Beigesetzt wurde er auf dem Friedhof III der Jerusalems- und Neuen Kirche vor dem Halleschen Tor. Das Grab ist nicht erhalten.

## Rollen (Auswahl)
- Zollvisitator – Die Indianer in England (August Kotzebue)
- Wirt – Minna von Barnhelm (Gotthold Ephraim Lessing)
- Dorfrichter Adam – Der zerbrochne Krug (Heinrich von Kleist)
- Bader Schelle – Die Schleichhändler (Ernst Raupach)
- Christian – Die Damenhüte im Theater (Julius von Voß)